# Stryszki
Stryszki (niem. Striche Kolonie, dawn. Stryszyn) – przysiółek wsi Strychy w Polsce położona w województwie lubuskim, w powiecie międzyrzeckim, w gminie Przytoczna.
W latach 1975–1998 miejscowość administracyjnie należała do województwa gorzowskiego.